# Островський Аполлінарій Львович

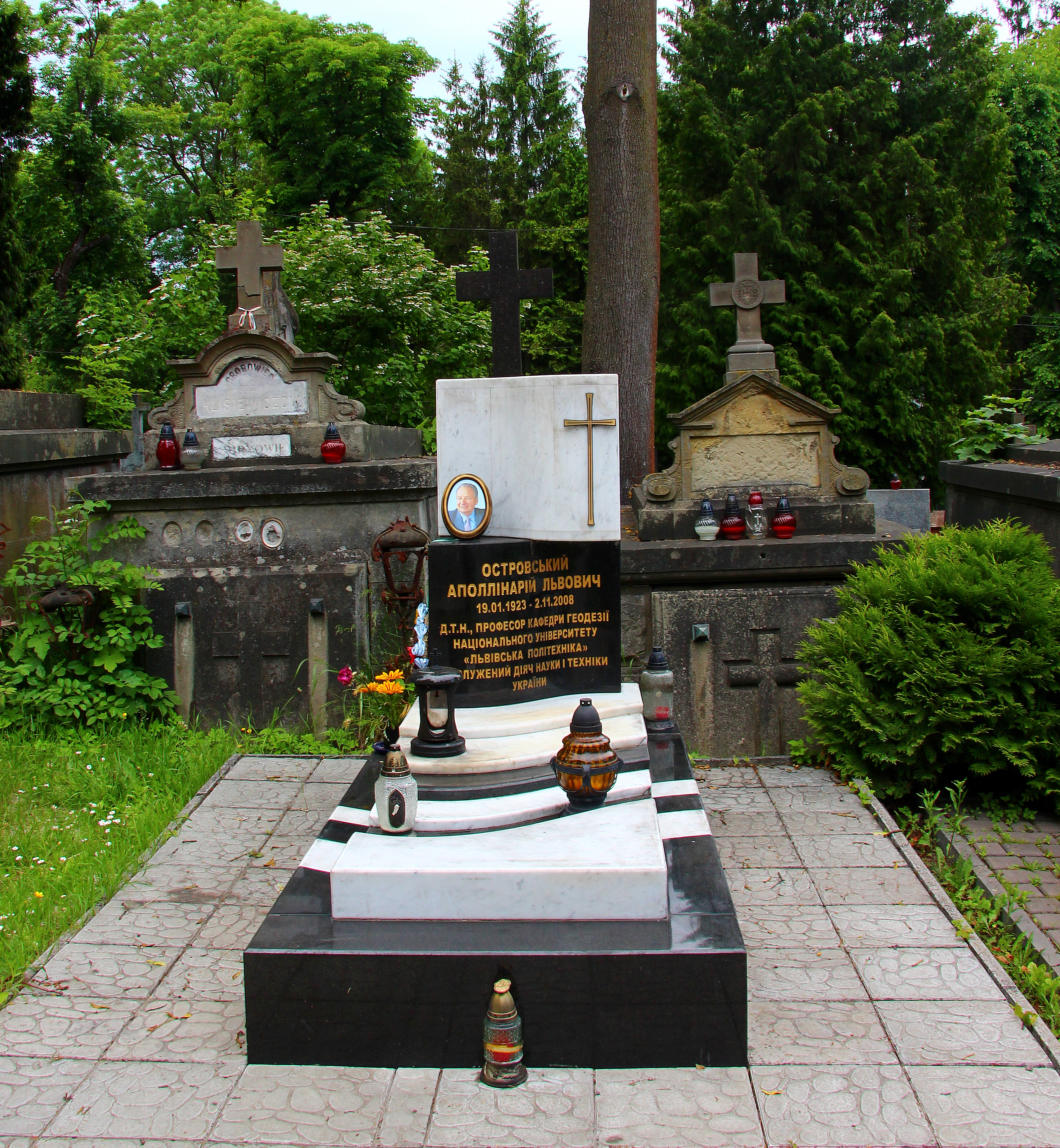

## Біографія
Аполлінарій Львович Островський народився 19 січня 1923 р. у селі Галузинці Вовковинецького району Вінницької області (тепер Хмельницький район Хмельницької області). Його батько - Лев Мартинович (1897-1984) - походив із шляхетної польської родини, а мати - Христина Данилівна (1898—1963) - з української малоземельної родини Мельників. Дитячі та юнацькі роки Аполлінарія Львовича припали на тяжкі передвоєнні роки, особливо 1929-1933 рр., коли родина зазнала репресій з боку державної влади. Середню школу А.Л.Островський закінчив із відзнакою у Вовковинцях у червні 1941 р. А потім була війна...
Бойовий шлях молодого артилериста-розвідника розпочався під Коломиєю у квітні 1944 р., а закінчився 13 травня 1945 р. під Прагою. Сміливість і відвага воїна відзначені орденом Слави III ступеня, 8-ма медалями та численними подяками вищого командування. З 1946 р. Аполлінарій Львович навчається на геодезичному факультеті Львівського політехнічного інституту, який закінчує з відзнакою у 1951 р. за спеціальністю „Астрономо-геодезист”. Того самого року на запрошення свого вчителя - проф. А.Д. Моторного. - він розпочинає педагогічну діяльність - працює спочатку асистентом кафедри геодезії, а після захисту кандидатської дисертації у березні 1959 р. - доцентом кафедри (1963 р.). Науковий напрямок робіт АЛ. Островського - дослідження впливу рефракції на результати геодезичних вимірювань - стає провідним напрямом наукової діяльності всієї кафедри. Завершення ґрунтовних теоретичних розробок та опрацювання численних експериментальних досліджень дало плідні наслідки: захист докторської дисертації відбувся у травні 1973 р. у Ленінграді. Триває наполеглива робота усього колективу кафедри над вирішенням проблеми рефракції під керівництвом завідувача кафедри геодезії професора АЛ. Островського. Значною мірою успіх у цій роботі принесла наукова діяльність працівників галузевої науково- дослідної лабораторії ГНДЛ-18, якою у 1979-2006 рр. керував Аполлінарій Львович. Так було створено відому у науковому світі Львівську геодезичну школу рефракції, душею і прапором якої був АЛ.Островський. Багато років Аполлінарій Львович очолював регіональну спеціалізовану Раду. захисту докторських дисертацій з геодезії, активно працював у навчально-методичній Раді Мінвузу України, у редакційних колегіях усіх часописів з геодезії та інженерної геодезії, що видаються в Україні, був головним редактором наукового журналу „Геодинаміка”.
Протягом 63 років науково-педагогічної діяльності професором A.Л. Островським опубліковано понад 200 наукових праць, підручник „Геодезичне приладознавство”, 6 монографій. У 2006 р. за його редакцією вийшов перший в Україні фундаментальний підручник „Геодезія” (ч.ІІ), який є творчим наслідком багаторічного викладання А.Л. Островським курсу геодезії у Львівській політехніці. Під його науковим керівництвом близько 30 здобувачів та аспірантів захистили кандидатські й докторські дисертації. Серед учнів Аполлінарія Львовича академік ПАН України Я.С.Яцків, більше десятка провідних професорів-геодезистів. Професор А.Л. Островський має 11 авторських свідоцтв та патентів на наукові винаходи. Книга „Моє життя в геодезії (спогади)”, написана професором в останні роки життя, - це захоплююча розповідь Людини, яка через усе життя пронесла закохання у свою улюблену професію.
Плідна наукова, педагогічна та громадська діяльність професора А.Л. Островського принесла йому заслужену повагу як у науковому світі, так і на геодезичному виробництві, відзначена орденом „За заслуги” III ступеня, медаллю „Ветеран праці”, високими відзнаками - „Почесний геодезист СРСР”, „Почесний геодезист України”, „Заслужений діяч науки і техніки України”, „Відмінник освіти України”, „За наукові досягнення”. Свідченням непересічного авторитету і глибокої поваги з боку наукової геодезичної громадськості до А.Л.Островського є факт обрання його керівником і почесним головою оргкомітету Міжнародного науково-технічного симпозіуму „ моніторинг навколишнього середовища: GPS і GIS-технології”, який щорічно протягом багатьох останніх років проходить у Криму.
2 листопада 2008 р. на 86-му році життя трагічно загинув видатний український вчений- геодезист, заслужений діяч науки і техніки України, доктор технічних наук, почесний геодезист СРСР та України, професор кафедри геодезії Національного університету „Львівська політехніка”
Похований на 78 полі Личаківського цвинтаря.